# Pallichnidae
De Pallichnidae zijn een familie van uitgestorven insecten die behoort tot de orde der kevers (Coleoptera). 